# 尖叫旅社系列
《尖叫旅社》（英語：Hotel Transylvania）是由索尼動畫製作、哥倫比亞影業發行的美國電腦動畫系列。

## 外部連結
- 互联网电影数据库（IMDb）上《尖叫旅社》的资料（英文）
- 互联网电影数据库（IMDb）上《尖叫旅社2》的资料（英文）
- 互联网电影数据库（IMDb）上《怪獸假期》的资料（英文）
- 互联网电影数据库（IMDb）上《變形怪獸》的资料（英文）